# Інтурист (туристична агенція)
Інтурист (рос. Интурист, від сполучення рос. иностранный турист, 'іноземний турист') — російська туристична агенція, власником 66 % акцій є холдинг «Система». До приватизації в 1992 Інтурист був головною державною закордонною туристичною агенцією СРСР, яка була офіційно підпорядкована Раді міністрів СРСР, а неофіційно підпорядкована КДБ.

## Історія
Агенція заснована 1928 року Йосипом Сталіним як Всесоюзне акціонерне товариство «Інтурист». Штат був сформований з працівників НКВС, а пізніше КДБ.
«Інтурист» стає монополістом в області організації іноземного туризму в СРСР, створює власні представницькі філії як за кордоном, так і в містах союзу, підписує договори із закордонними залізничними і пароплавними компаніями. Інтуристам пропонувалося близько 50 маршрутів для подорожей по СРСР, які включали окрім Москви великі адміністративні центри європейської частини держави. З 1929 по 1938 СРСР відвідало більш ніж 100 000 іноземних туристів. Майже третина всіх туристів складали громадяни США. Найбільша інтенсивність відвідування країни іноземцями припадає на 1934 — 1937, коли їх кількість досягла 70 000 осіб.
З 1938 починається спад, що був наслідком світової економічної кризи, а також наближенням війни. У середині 1950-х іноземний туризм оживає і набуває нової сили.
З 1957 починається історія радянського морського туризму. «Інтурист» орендував два судна — «Перемогу» і «Грузію», на яких і здійснювались морські подорожі навколо Європи із Одеси в Ленінград. Пароплав «Петро Перший» проводив чорноморські круїзи для туристів із соціалістичних країн. А в 1960 р. сумно відомий пароплав «Адмірал Нахімов» почав плавати вздовж Кримсько-Кавказького узбережжя. На початку 1960-х рр. морський туризм почав розвиватися у Балтиці, судно «Григорій Орджонікідзе» робило 20-денні тури вздовж узбережжя Далекого сходу. Протяжність деяких маршрутів, які розробив «Інтурист», становила до 6000 км.
У 1964 створюється Управління з іноземного туризму і Рада з іноземного туризму, куди увійшли представники 17 міністерств, комітетів і відомств. Управління і Рада повинні були координувати роботу різних організацій для подальшого розвитку іноземного туризму в СРСР. У середині 60-х рр. створюється і спеціальна система підготовки кадрів для готелів і ресторанів, а також супроводжуючих груп і перекладачів. «Інтурист» став єдиною комерційною організацією в системі Управління Ради Міністрів СРСР по іноземному туризму. Відділення «Інтуриста» були відкриті у всіх столицях союзних республік, а також у великих туристських центрах — Ленінграді, Сочі, Ялті, Іркутську.
З 1964 «Інтурист» почав приймати туристів для лікування на найвідоміших курортах СРСР. До їхнього числа увійшли санаторії, відомі своїми джерелами мінеральних вод, наприклад, Мацеста в Сочі, П'ятигорськ, Кисловодськ, Єсентуки, лікувальні грязі Цхалтубо.
Під час усіх офіційних урядових візитів на «Інтурист» покладалися обов'язки приймання й обслуговування всіх супровідних осіб і журналістів. У 70-ті рр. «Інтурист» брав участь у підготовці візитів президентів США Р. Ніксона, Дж. Форда, Р. Рейгана, президента Франції Ж. Помпіду, прем'єр — міністра Великої Британії Г. Вільсона.
У 1975 під час спільного радянсько-американського польоту корабля «Союз-Аполлон» ВАТ «Інтурист» також відповідало за приймання іноземних гостей. «Інтурист» постійно співпрацював з посольствами іноземних держав у СРСР. Прийоми, організовані компанією, відвідували принаймні 100 послів.
У цілях реклами туристських поїздок у Радянський Союз «Інтурист» видавав туристські проспекти, буклети, проводив рекламу по радіо і телебаченню, а також через радянську і іноземну пресу.
У 1970-ті «Інтурист» розробив і запропонував на зовнішньому ринку понад 100 маршрутів, що охоплювали сто міст європейської і азійської частини СРСР. Іноземні туристи мали можливість ознайомитись з усіма столицями союзних республік, містами-героями Києвом, Одесою, Волгоградом, колгоспами, радгоспами і промисловими підприємствами, пам'ятками архітектури, курортами Криму, із заповідниками і ловецькими угіддями.
Великий інтерес набула поїздка на «Транссибірському експресі» із Москви до Владивостока, через увесь СРСР. Швидко завоював популярність і екзотичний круїз на катерах по Каракумському каналу, який ввели у 1985. Підготовленим туристам могли запропонувати і пішохідний 30-кілометровий поход по прибайкальській тайзі.
Найбільший інтерес у 60—70% туристів викликала історія і культура Радянського Союзу. А, навпаки, поїздки ділового характеру традиційно займали останнє місце, що пояснювалось існуванням командно-адміністративної системи з її тотальним плануванням економіки.
Щорічні темпи зростання кількості іноземних громадян, що відвідали СРСР, становили в середньому 8—10%. Розвивався і виїзний туризм. За період після Наради з безпеки і співробітництва в Європі (Гельсінкі, 1975) по 1981 Радянський Союз відвідали близько 25 млн зарубіжних гостей і майже 19 млн радянських людей побували за кордоном.
1970-ті були періодом масового міжнародного туризму в СРСР. У 1980 обсяг його збільшився на 54% порівняно з періодом 1971—1975.
Розширювалася географія в'їзного туризму як в СРСР у цілому, так і в Україні. У туристські маршрути ввійшло 18 нових міст, у тому числі Хмельницький і Луцьк. На початку 1980-х «Інтурист» пропонував маршрути по 135 містах усіх союзних республік. Власна мережа готелів, мотелів і кемпінгів давала змогу розмістити 55 тис. гостей і надати послуги харчування 74 тис. особам.
Активізувався радянський туризм за кордон: за 1979—1984 рр. — в 1,6 раза. Навіть суворий анкетний відбір кандидатів у поїздки не завадив його піднесенню.
Радянські туристи стали частими гостями в соціалістичних країнах. У більшості країн Західної Європи, Латинської Америки, Африки, Азії, в Японії та Австралії. У 1984 вони здійснили поїздки по більш ніж 180 маршрутах, які охоплювали практично всі світові туристські центри.
За весь період існування організованого туризму в СРСР близько 50 млн громадян СРСР ознайомилися з визначними туристськими пам'ятками 142 країн світу.

## Інтурист в Україні
В Україні в 1970-ті стрімко розвивалася матеріально-технічна база міжнародного туризму. Були побудовані нові готелі «Інтуриста»: у Києві — «Либідь» і «Братислава», мотель «Пролісок» (1967–1968), у Харкові — «Інтурист», «Мир» і мотель «Дружба», у Львові — «Дністер», в Ужгороді — «Закарпаття», в Одесі — «Чорне море», у Запоріжжі — «Запоріжжя», у Полтаві — мотель «Інтурист», у Чернівцях — «Черемош», у Херсоні — «Фрегат». У Ялті спільно з югославськими фахівцями в мальовничому Масандрівському парку було введено в експлуатацію готель «Ялта-Інтурист».
З 1970 по 1980 готельний фонд «Інтуриста» збільшився майже в 4 рази, перевищивши 50 тис. місць, з них 10 096 готельних місць знаходилося в Україні.